# Campionati europei di atletica leggera 1978 - 100 metri ostacoli
La gara dei 100 metri ostacoli femminili si tenne dal 31 agosto al 2 settembre. La finale è stata corsa 2 volte, in quanto l'atleta Grażyna Rabsztyn causò la caduta di Nina Margulina, che presentò reclamò.

## Risultati

### Batterie
31 agosto

#### Batteria 1
Wind: -0.3 m/s
| Pos | Nome             | Nazione          | Tempo | Note |
| --- | ---------------- | ---------------- | ----- | ---- |
| 1   | Grazyna Rabsztyn | Polonia          | 12.94 | Q    |
| 2   | Nina Margulina   | Unione Sovietica | 13.04 | Q    |
| 3   | Gudrun Berend    | Germania Est     | 13.26 | Q    |
| 4   | Xénia Siska      | Ungheria         | 13.48 | Q    |
| 5   | Shirley Strong   | Regno Unito      | 13.56 |      |
| 6   | Laurence Elloy   | Francia          | 14.07 |      |

#### Batteria 2
Wind: 1.8 m/s
| Pos | Nome             | Nazione      | Tempo | Note |
| --- | ---------------- | ------------ | ----- | ---- |
| 1   | Johanna Klier    | Germania Est | 12.85 | Q    |
| 2   | Lucyna Langer    | Polonia      | 13.13 | Q    |
| 3   | Sharon Colyear   | Regno Unito  | 13.23 | Q    |
| 4   | Sylvia Kempin    | Germania Est | 13.40 | Q    |
| 5   | Laurence Lebeau  | Francia      | 13.60 |      |
| 6   | Hilde Fredriksen | Norvegia     | 13.63 |      |

#### Batteria 3
Wind: -1.9 m/s
| Pos | Nome                | Nazione        | Tempo | Note |
| --- | ------------------- | -------------- | ----- | ---- |
| 1   | Elżbieta Rabsztyn   | Polonia        | 13.20 | Q    |
| 2   | Lorna Boothe        | Regno Unito    | 13.46 | Q    |
| 3   | Lidiya Gusheva      | Bulgaria       | 13.52 | Q    |
| 4   | Monika Schönauerová | Cecoslovacchia | 13.61 | Q    |
| 5   | Lena Spoof          | Finlandia      | 13.63 |      |

#### Batteria 4
Wind: 0.4 m/s
| Pos | Nome              | Nazione          | Tempo | Note |
| --- | ----------------- | ---------------- | ----- | ---- |
| 1   | Tatyana Anisimova | Unione Sovietica | 12.85 | Q    |
| 2   | Annerose Fiedler  | Germania Est     | 13.43 | Q    |
| 3   | Ileana Ongar      | Italia           | 13.74 | Q    |
| 4   | Elisavet Pantazi  | Grecia           | 13.84 | Q    |
| 5   | Dorthe Rasmussen  | Danimarca        | 13.95 |      |
| 6   | Hana Chocová      | Cecoslovacchia   | 14.04 |      |

### Semifinali

#### Semifinale 1
Wind: -0.2 m/s
| Pos | Nome                | Nazione          | Tempo | Note |
| --- | ------------------- | ---------------- | ----- | ---- |
| 1   | Grażyna Rabsztyn    | Polonia          | 12.60 | CR Q |
| 2   | Johanna Klier       | Germania Est     | 12.90 | Q    |
| 3   | Nina Margulina      | Unione Sovietica | 13.00 | Q    |
| 4   | Annerose Fiedler    | Germania Est     | 13.07 | Q    |
| 5   | Sharon Colyear      | Regno Unito      | 13.25 |      |
| 6   | Xénia Siska         | Ungheria         | 13.36 |      |
| 7   | Monika Schönauerová | Cecoslovacchia   | 13.72 |      |
| 8   | Ileana Ongar        | Italia           | 13.90 |      |

#### Semifinale 2
Wind: 0.2 m/s
| Pos | Nome              | Nazione          | Time  | Note |
| --- | ----------------- | ---------------- | ----- | ---- |
| 1   | Gudrun Berend     | Germania Est     | 12.90 | Q    |
| 2   | Tatyana Anisimova | Unione Sovietica | 12.92 | Q    |
| 3   | Lucyna Langer     | Polonia          | 13.00 | Q    |
| 4   | Elżbieta Rabsztyn | Polonia          | 13.14 | Q    |
| 5   | Lorna Boothe      | Regno Unito      | 13.44 |      |
| 6   | Elisavet Pantazi  | Grecia           | 13.82 |      |
|     | Sylvia Kempin     | Germania Est     | DNF   |      |
|     | Lidiya Gusheva    | Bulgaria         | DNS   |      |

### Finale
2 settembre
Wind: 0.6 m/s
| Pos | Corsia | Nome              | Nazione          | Tempo | Note |
| --- | ------ | ----------------- | ---------------- | ----- | ---- |
| 1   | 4      | Johanna Klier     | Germania Est     | 12.62 |      |
| 2   | 5      | Tatyana Anisimova | Unione Sovietica | 12.67 |      |
| 3   | 1      | Gudrun Berend     | Germania Est     | 12.73 |      |
| 4   | 3      | Nina Margulina    | Unione Sovietica | 12.86 |      |
| 5   | 8      | Lucyna Langer     | Polonia          | 12.98 |      |
| 6   | 6      | Annerose Fiedler  | Germania Est     | 13.09 |      |
| 7   | 7      | Elżbieta Rabsztyn | Polonia          | 13.17 |      |
|     | 2      | Grażyna Rabsztyn  | Polonia          | DQ    |      |